# Naiskos

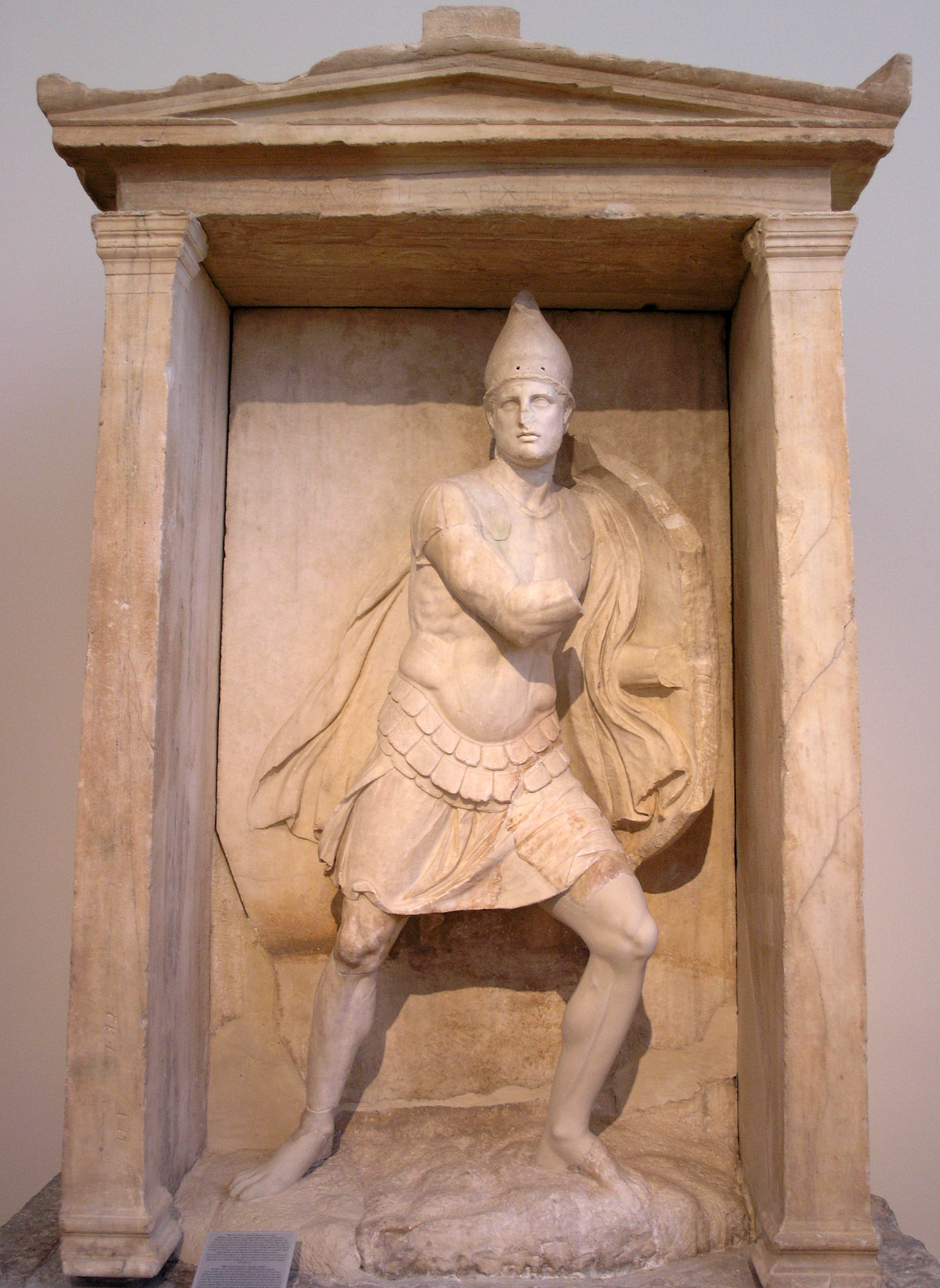
Naiskos funerario en mármol del soldado Aristonautes. Necrópolis del Cerámico de Atenas. 350–325 a. C.

El naiskos (en griego ναΐσκος "templete", diminutivo de ναός naós "templo") es un pequeño templo o templete de orden clásico con columnas o pilares y frontón.  
A menudo es utilizado como motivo artístico. No es raro en el arte antiguo. Se puede encontrar en la arquitectura de los templos como en Egira o en el de Apolo en Dídima y especialmente en la arquitectura funeraria de los cementerios de la antigua Ática como en relieves de tumbas o pequeños santuarios como el ejemplo del Cerámico, en Atenas y en las pinturas de vasos de figuras negras y rojas, como lutróforos y lecitos. Aunque estos vasos de naiskos (plural, naiskoi) muestran retratos de hombres que murieron, carecen de columnas y son propiamente "estelas de tumbas". 
También existen naiskoi del tipo figuritas y del tipo de templetes en terracota, muchos de ellos conservados en el Museo del Louvre en París. Todos los naiskos, en cualquier parte, tienen un trasfondo religioso, especialmente en relación con el culto funerario griego. 
Un estilo similar, llamado edículo, se observa en el arte de la Antigua Roma.